# جبال ديفيس
{{ص.م جبل
| الارتفاع متر = 8383
| الإحداثيات = جبال ديفيس المعروفة أصلاً باسم جبال لمبيا، هي سلسلة جبال في غرب تكساس ، تقع بالقرب من حصن ديفيس والتي سميت بعد ذلك. تم تسمية الحصن لوزير الحرب في الولايات المتحدة آنذاك ورئيس الاتحاد الكونفدرالي في وقت لاحق جيفرسون ديفيس . وهو موقع شهير للتخييم والمشي لمسافات طويلة وتشمل المنطقة موقع حصن ديفيس التاريخي والوطني ومنتزه جبل ديفيس الحكومي. تعد القيمة التاريخية ،الحكومية للحصن ،إلى جانب البيئة الطبيعية الوعرة للمنتزه وهي جهة مهمة للسياحة في ولاية تكساس.
معظم الأراضي في جبال ديفيس هي ملكية خاصة كأراضي المزارعين ، لكن منظمة الحفاظ على الطبيعة تمتلك أو لديها حماية الطبيعة على أكثر من 100,000 أكر (40,000 ها) .

## وصف
بدلاً من أن تكون مجموعة واحدة متماسكة ، فإن جبال ديفيس عبارة عن خليط غير منتظم من القمم والتلال المعزولة بمناطق مسطحة. تحتل الجبال حوالي 50 كيلومتر (31 ميل) مربع على كل الجوانب. الجبال هي من أصل بركاني تتكون من طبقات مترابطة بانفجارات حقل بركاني عبر بيكوس تكساس قبل 35 مليون سنة. أعلى قمة في جبال ديفيس هي جبل ليفرمور عند 2,555 متر (8,383 قدم)وهي خامس أعلى قمة في ولاية تكساس.

## الغطاء النباتي
جبال ديفيس هي جزيرة سماء ، سلسلة جبال معزولة محاطة بالصحراء . يبلغ ارتفاع مدينة حصن ديفيس عند أسفل جبال ديفيس 1,500 متر (4,900 قدم). من هذا الارتفاع ، ترتفع جزيرة السماء إلى 2,555 متر (8,383 قدم). مع ازدياد الارتفاع ، ينخفض متوسط درجات الحرارة ويزداد هطول الأمطار ، السماح للجزيرة والغابات وغيرها من العوامل البيئة في الارتفاعات الأعلى.
أكثر نباتات جبال ديفيس شيوعًا هي المروج الجبلية ، وغالبًا ما يتم اختلاطها مع الشجيرات والأوراق المتناثرة. كما هو شائع في معظم المناخات شبه القاحلة في نصف الكرة الشمالي فإن الغطاء النباتي على المنحدرات الجنوبية في الجبال هو أقل بشكل ملحوظ من المنحدرات الشمالية. ويرجع ذلك إلى زيادة التعرض لأشعة الشمس على المنحدرات الجنوبية وبالتالي ارتفاع درجات الحرارة والتربة الجافة.
مختلطة مع المروج وعادة ما تكون على ارتفاعات أعلى ، أربع مناطق للغابات. أولاً، على ارتفاعات أقل من 1,900 متر (6,200 قدم). وفي الارتفاعات الأعلى والجافة فإن أنواع الأشجار المسيطرة هي العرعر التمساح الممزوج بأنواع البلوط والصنوبر . ثانيًا ، توجد الغابات ذات الصنوبر بينيون باعتبارها الأنواع الأكثر شيوعًا على المنحدرات الشديدة عند الارتفاعات من 1,750 إلى 2,400 متر (5,740 إلى 7,870 قدم) . ثالثًا، توجد أيضًا الغابات التي يكون فيها البلوط الرمادي هي الشجرة الأكثر شيوعًا والمختلطة مع أنواع البلوط الأخرى على المنحدرات الشديدة عند الارتفاعات من 1,900 إلى 2,400 متر (6,200 إلى 7,900 قدم). تم العثور على غابات البلوط الرمادي في تربة رطبة قليلاً من غابات بينيون.
أغنى الغابات والأكثر تنوعًا في جبال ديفيس هي غابات ميسك الموجودة من 1,770 إلى 2,330 متر (5,810 إلى 7,640 قدم) . توجد هذه الغابات في مجرى الأنهار ومناطق أخرى ذات مياه جيدة. أنواع المؤشرات هي الصنوبر بونديروزا والصنوبر الأبيض الجنوبي الغربي ، بالإضافة إلى بساتين صغيرة من أسبن الزلزال على ارتفاع 2,300 متر (7,500 قدم). عند قاعدة المنحدرات المحيطة بقمة جبل ليفرمور. الأسبن هي أكثر خصائص الارتفاعات في جبال روكي . تعتبر غابات الميسك بقايا من العصور الجليدية الماضية حيث كان مناخ غرب تكساس أكثر رطوبة وبرودة مما هو عليه في الوقت الحاضر.

## حيوانات
تمت مشاهدة أكثر من 277 نوعًا من الطيور في متنزه ولاية ديفيس ماونتينز. العديد من الأنواع الموجودة هنا تتميز بطقس الجبال الشمالية الشمالية أو بدلاً من المكسيك القريبة ، بما في ذلك 10 أنواع من الطيور الطنانة. وجدت الثدييات الكبيرة هنا تشمل الغزلان ذو الذيل الأبيض ، أيل طويل الأذنين، الألكة، الدب الأسود ، أسد الجبال، ظبي أمريكي ، بيكارية، والأنواع المدخلة مثل ضأن بربري والخنازير الوحشية . توفر العديد من المزارع الخاصة في جبال ديفيس فرصًا للصيد.

## مناخ
تقع جميع جبال ديفيس تقريبًا في تصنيف مناخ BS (السهول شبه القاحلة) في نظام تصنيف مناخ كوبن . ومع ذلك، قد تنتقل أعلى الارتفاعات إلى مناخ Cfb أكثر برودة ورطوبة (رطب شبه استوائي مع صيف دافئ).
| البيانات المناخية لـMount Locke weather station, Texas. (Elevation 2,070 متر (6,790 قدم)) | البيانات المناخية لـMount Locke weather station, Texas. (Elevation 2,070 متر (6,790 قدم)) | البيانات المناخية لـMount Locke weather station, Texas. (Elevation 2,070 متر (6,790 قدم)) | البيانات المناخية لـMount Locke weather station, Texas. (Elevation 2,070 متر (6,790 قدم)) | البيانات المناخية لـMount Locke weather station, Texas. (Elevation 2,070 متر (6,790 قدم)) | البيانات المناخية لـMount Locke weather station, Texas. (Elevation 2,070 متر (6,790 قدم)) | البيانات المناخية لـMount Locke weather station, Texas. (Elevation 2,070 متر (6,790 قدم)) | البيانات المناخية لـMount Locke weather station, Texas. (Elevation 2,070 متر (6,790 قدم)) | البيانات المناخية لـMount Locke weather station, Texas. (Elevation 2,070 متر (6,790 قدم)) | البيانات المناخية لـMount Locke weather station, Texas. (Elevation 2,070 متر (6,790 قدم)) | البيانات المناخية لـMount Locke weather station, Texas. (Elevation 2,070 متر (6,790 قدم)) | البيانات المناخية لـMount Locke weather station, Texas. (Elevation 2,070 متر (6,790 قدم)) | البيانات المناخية لـMount Locke weather station, Texas. (Elevation 2,070 متر (6,790 قدم)) | البيانات المناخية لـMount Locke weather station, Texas. (Elevation 2,070 متر (6,790 قدم)) |
| الشهر                                                                                     | يناير                                                                                     | فبراير                                                                                    | مارس                                                                                      | أبريل                                                                                     | مايو                                                                                      | يونيو                                                                                     | يوليو                                                                                     | أغسطس                                                                                     | سبتمبر                                                                                    | أكتوبر                                                                                    | نوفمبر                                                                                    | ديسمبر                                                                                    | المعدل السنوي                                                                             |
| ----------------------------------------------------------------------------------------- | ----------------------------------------------------------------------------------------- | ----------------------------------------------------------------------------------------- | ----------------------------------------------------------------------------------------- | ----------------------------------------------------------------------------------------- | ----------------------------------------------------------------------------------------- | ----------------------------------------------------------------------------------------- | ----------------------------------------------------------------------------------------- | ----------------------------------------------------------------------------------------- | ----------------------------------------------------------------------------------------- | ----------------------------------------------------------------------------------------- | ----------------------------------------------------------------------------------------- | ----------------------------------------------------------------------------------------- | ----------------------------------------------------------------------------------------- |
| الدرجة القصوى °ف (°م)                                                                     | 80 (27)                                                                                   | 79 (26)                                                                                   | 88 (31)                                                                                   | 94 (34)                                                                                   | 96 (36)                                                                                   | 104 (40)                                                                                  | 100 (38)                                                                                  | 104 (40)                                                                                  | 96 (36)                                                                                   | 94 (34)                                                                                   | 82 (28)                                                                                   | 80 (27)                                                                                   | 104 (40)                                                                                  |
| متوسط درجة الحرارة الكبرى °ف (°م)                                                         | 53.5 (11.9)                                                                               | 56.9 (13.8)                                                                               | 63.7 (17.6)                                                                               | 71.4 (21.9)                                                                               | 78.6 (25.9)                                                                               | 84.5 (29.2)                                                                               | 82.7 (28.2)                                                                               | 81.3 (27.4)                                                                               | 76.6 (24.8)                                                                               | 70.5 (21.4)                                                                               | 61.2 (16.2)                                                                               | 54.4 (12.4)                                                                               | 69.6 (20.9)                                                                               |
| متوسط درجة الحرارة الصغرى °ف (°م)                                                         | 32.0 (0.0)                                                                                | 33.9 (1.1)                                                                                | 38.2 (3.4)                                                                                | 45.2 (7.3)                                                                                | 52.4 (11.3)                                                                               | 58.2 (14.6)                                                                               | 58.9 (14.9)                                                                               | 58.4 (14.7)                                                                               | 54.4 (12.4)                                                                               | 48.0 (8.9)                                                                                | 38.7 (3.7)                                                                                | 33.6 (0.9)                                                                                | 46.0 (7.8)                                                                                |
| أدنى درجة حرارة °ف (°م)                                                                   | −10 (−23)                                                                                 | −6 (−21)                                                                                  | 4 (−16)                                                                                   | 11 (−12)                                                                                  | 26 (−3)                                                                                   | 36 (2)                                                                                    | 40 (4)                                                                                    | 40 (4)                                                                                    | 29 (−2)                                                                                   | 13 (−11)                                                                                  | 8 (−13)                                                                                   | −2 (−19)                                                                                  | −10 (−23)                                                                                 |
| الهطول إنش (مم)                                                                           | 0.68 (17)                                                                                 | 0.49 (12)                                                                                 | 0.40 (10)                                                                                 | 0.50 (13)                                                                                 | 1.63 (41)                                                                                 | 2.49 (63)                                                                                 | 3.83 (97)                                                                                 | 3.69 (94)                                                                                 | 2.95 (75)                                                                                 | 1.61 (41)                                                                                 | 0.61 (15)                                                                                 | 0.60 (15)                                                                                 | 19.46 (494)                                                                               |
| المصدر: The Western Regional Climate Center                                               |                                                                                           |                                                                                           |                                                                                           |                                                                                           |                                                                                           |                                                                                           |                                                                                           |                                                                                           |                                                                                           |                                                                                           |                                                                                           |                                                                                           |                                                                                           |

معظم جبال ديفيس هي ملكية خاصة. ومع ذلك ، منذ عام 1996 ، استحوذت منظمة Nature Conservancy على 33000 فدان (130   كيلومتر مربع) في سلسلة جبال ديفيس ، إلى جانب تسهيلات الحفاظ على 70،000 فدان مجاور (280   كيلومتر مربع) من المراعي الخاصة. محمية جبل ديفيس مفتوحة للجمهور في أوقات محددة.

## مرافق
يتم الوصول إلى مرصد ماكدونالد بواسطة Spur 78 من طريق الولاية السريع 118 . يعد Spur 78 أعلى طريق تم الحفاظ عليه في ولاية تكساس على ارتفاع 6,791 قدمًا بالقرب من قمة جبل لوك حيث توجد التلسكوبات القديمة للمرصد. حفز 77 فرعا من Spur 78 توفير الوصول إلى أحدث معدات البحث على قمة جبل فولكس.

## مواجهة تكساس الانفصالية
تعود أصول المنظمة الانفصالية في تكساس المعروفة باسم جمهورية تكساس إلى جبال ديفيس. في 27 أبريل 1996 ، شن زعيم المجموعة ريك ماكلارين هجومًا على منزل جاره وطالبه بالتنازل عن ممتلكاته لجمهورية تكساس. وأدى ذلك إلى أن أحاط 300 من جنود الولاية بمنزله مع الضحايا الخمسة وزوجته وضحايا الهجوم وداخلة لمدة أسبوع تقريبًا. في نهاية المطاف ، تم إطلاق النار على أحد الضحايا في المواجهة وتم القبض على ماكلارين وسجنه بما يعادل عقوبة مدى الحياة.

## روابط خارجية
- Davis Mountains
- جبال ديفيس والنزل الهندي - 5 ديسمبر 2007 - هيوستن كرونيكل
- صور جبال ديفيس ، استضافتها البوابة لتاريخ تكساس
- Davis Mountains State Park - تكساس باركس والحياة البرية
- محمية جبال ديفيس - الحفاظ على الطبيعة
- U.S. Geological Survey Geographic Names Information System: Davis Mountains